# Цариков Василь Корнійович
Васи́ль Корні́йович Ца́риков (нар. ? — пом. ?) — український педагог, колезький асесор.

## Життєпис

### Освіта
Отримав звання вчитель повітового училища.

### Педагогічна праця
На державній службі з 10 квітня 1864 року. У Київському навчальному окрузі з 5 вересня 1876 року.
Працює вчителем підготовчого класу в чоловічій прогімназії міста Златополя у чині губернський секретар у 1877-1882 навчальних роках. 9 червня 1882 року отримує чин колезький асесор та працює у перетвореній на гімназію вчителем предметів Російська мова та Арифметика у підготовчому класі у 1882-1911 навчальних роках.

### Нагороди
- Орден Святого Володимира 4 ступеня (1 січня 1911 року)[5].

## Зазначення
1. 1 2  [Архівовано 30 листопада 2016 у Wayback Machine.] Державний архів Кіровоградської області. Кошторис витрат на службовців Златопільської чоловічої гімназії від 2 жовтня 1885 року. Ф.499 оп.1 спр.403 С. 2](рос. дореф.)
2. ↑  Адрес-календарь личного состава правительственных и общественных учреждений Киевской губернии на 1878 год. С. 18а [Архівовано 5 березня 2016 у Wayback Machine.](рос. дореф.)
3. ↑  Адрес-календарь должностных лиц по всем частям управления Юго-Западного края. На 1879 год. С. 214 [Архівовано 30 жовтня 2016 у Wayback Machine.](рос. дореф.)
4. ↑  Адрес-календарь должностных лиц по всем частям управления Юго-Западного края. На 1880 год. С. 176 [Архівовано 30 жовтня 2016 у Wayback Machine.](рос. дореф.)
5. 1 2  Державний архів Кіровоградської області. Список осіб, які подаються на нагороду орденом Св. Володимира IV ст. Фонд 499, опис.1, справа 914, C.19 [Архівовано 30 листопада 2016 у Wayback Machine.](рос. дореф.)
6. ↑  1885. Личный состав правительственных и общественных учреждений и алфавитный список населенных мест Киевской губернии. С. 100 [Архівовано 2 квітня 2015 у Wayback Machine.](рос. дореф.)
7. ↑  Адрес-календарь лиц служащих в правительственных и общественных учреждениях Киевской губернии на 1886 год. С. 90 [Архівовано 20 березня 2016 у Wayback Machine.](рос. дореф.)
8. 1 2  Сборник сведений по Киевской губернии и Адрес-Календарь на 1887 год. С. 88 [Архівовано 2 квітня 2015 у Wayback Machine.](рос. дореф.)
9. ↑  Памятная книжка и адрес-календарь Киевской губернии 1889. С. 148 [Архівовано 20 травня 2016 у Wayback Machine.](рос. дореф.)
10. ↑  Памятная книжка Киевской губернии на 1890 год. С. 147 [Архівовано 2 квітня 2015 у Wayback Machine.](рос. дореф.)
11. ↑  Памятная книжка Киевской губернии на 1891 год. С. 181 [Архівовано 2 квітня 2015 у Wayback Machine.](рос. дореф.)
12. ↑  Памятная книжка Киевской губернии на 1892 год. С. 180 [Архівовано 2 квітня 2015 у Wayback Machine.](рос. дореф.)
13. ↑  Памятная книжка Киевской губернии на 1893 год. С. 154 [Архівовано 2 квітня 2015 у Wayback Machine.](рос. дореф.)
14. ↑  Памятная книжка Киевской губернии на 1894 год. С. 146 [Архівовано 5 березня 2016 у Wayback Machine.](рос. дореф.)
15. ↑  Памятная книжка Киевской губернии на 1895 год. С. 139 [Архівовано 22 жовтня 2016 у Wayback Machine.](рос. дореф.)
16. ↑  Памятная книжка Киевской губернии на 1896 год. С. 211 [Архівовано 22 жовтня 2016 у Wayback Machine.](рос. дореф.)
17. ↑  Памятная книжка Киевской губернии на 1897 год. С. 235 [Архівовано 26 лютого 2015 у Wayback Machine.](рос. дореф.)
18. ↑  Памятная книжка Киевской губернии на 1899 год. 17-й год. С. 210 [Архівовано 5 листопада 2016 у Wayback Machine.](рос. дореф.)
19. ↑  Памятная книжка Киевской губернии на 1900 год., 18-й год. С. 369 [Архівовано 5 листопада 2016 у Wayback Machine.](рос. дореф.)
20. ↑  Памятная книжка Киевской губернии на 1901 год. С. 450 [Архівовано 5 листопада 2016 у Wayback Machine.](рос. дореф.)
21. ↑  Памятная книжка Киевской губернии на 1902 год. С. 356 [Архівовано 3 листопада 2016 у Wayback Machine.](рос. дореф.)
22. ↑  Памятная книжка Киевской губернии на 1903 год. С. 193 [Архівовано 3 листопада 2016 у Wayback Machine.](рос. дореф.)
23. ↑  Памятная книжка Киевской губернии на 1904 год. С. 223 [Архівовано 3 листопада 2016 у Wayback Machine.](рос. дореф.)
24. ↑  Памятная книжка Киевской губернии на 1905 год. С. 236 [Архівовано 3 листопада 2016 у Wayback Machine.](рос. дореф.)
25. ↑  Памятная книжка Киевской губернии на 1906 год. С. 56. [Архівовано 3 листопада 2016 у Wayback Machine.](рос. дореф.)
26. ↑  Памятная книжка Киевской губернии на 1907 год. С. 173. [Архівовано 18 квітня 2017 у Wayback Machine.](рос. дореф.)
27. ↑  Памятная книжка Киевской губернии на 1908 год. С приложением Адрес-Календаря губернии. С. 209. [Архівовано 5 листопада 2016 у Wayback Machine.](рос. дореф.)
28. ↑  Памятная книжка Киевской губернии на 1909 год. С приложением Адрес-Календаря губернии. С. 195. [Архівовано 2 квітня 2015 у Wayback Machine.](рос. дореф.)
29. ↑  Памятная книжка Киевской губернии. С приложением Адрес-Календаря губернии на 1910 год. С. 213. [Архівовано 18 жовтня 2014 у Wayback Machine.](рос. дореф.)
30. ↑  Памятная книжка Киевской губернии на 1911 год, с приложением Адрес-Календаря губернии. С. 207. [Архівовано 2 квітня 2015 у Wayback Machine.](рос. дореф.)